# Geelkruinvliegenpikker
De geelkruinvliegenpikker (Tyrannulus elatus) is een zangvogel uit de familie Tyrannidae (tirannen).

## Verspreiding en leefgebied
Deze soort komt voor van zuidwestelijk Costa Rica tot noordelijk Bolivia, de Guyana's en amazonisch Brazilië.

## Status
De grootte van de populatie is in 2019 geschat op minimaal 50 miljoen volwassen vogels. Op de Rode lijst van de IUCN heeft deze soort de status niet bedreigd.